# أولم بارك (باركشير)
أولم بارك (بالإنجليزية: Quelm Park)‏ هي قرية تقع في المملكة المتحدة في جنوب شرق إنجلترا.